# 訃報 2015年4月
訃報 2015年4月（ふほう 2015ねん4がつ）では、2015年4月に物故した、又は物故が報じられた人物についてまとめる。

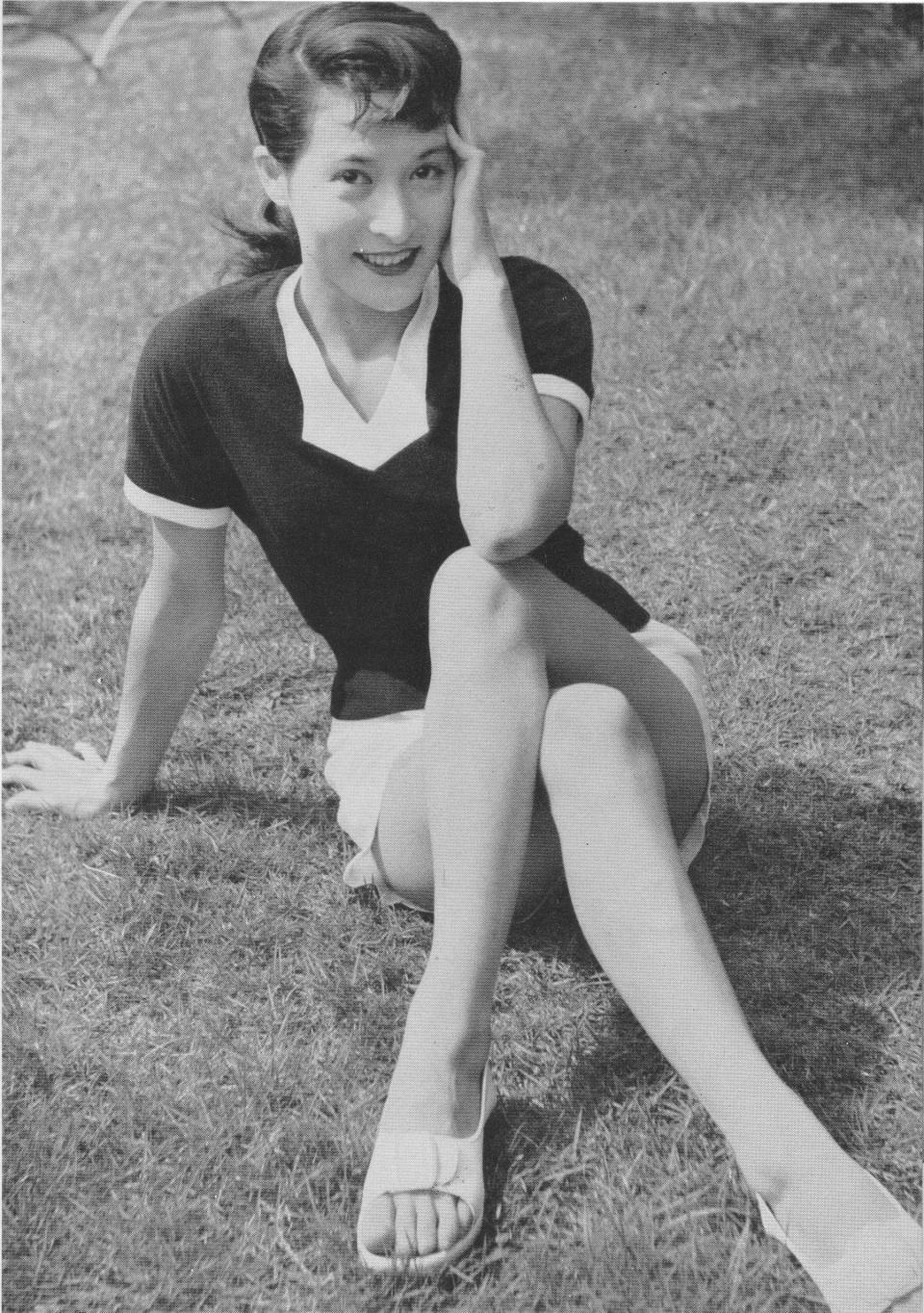
三條美紀／4月9日没

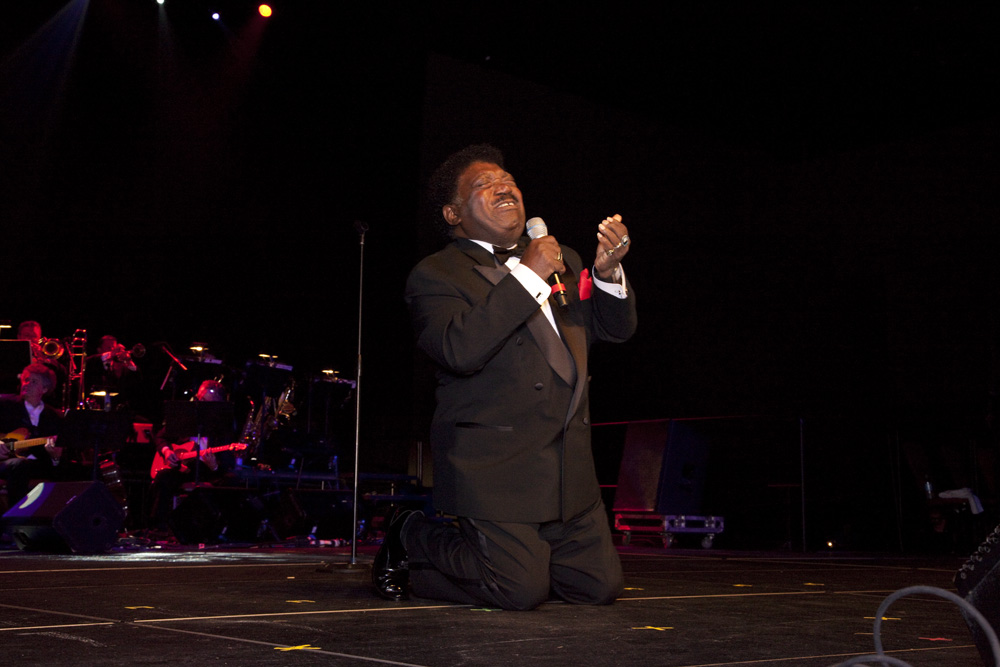
パーシー・スレッジ／4月14日没

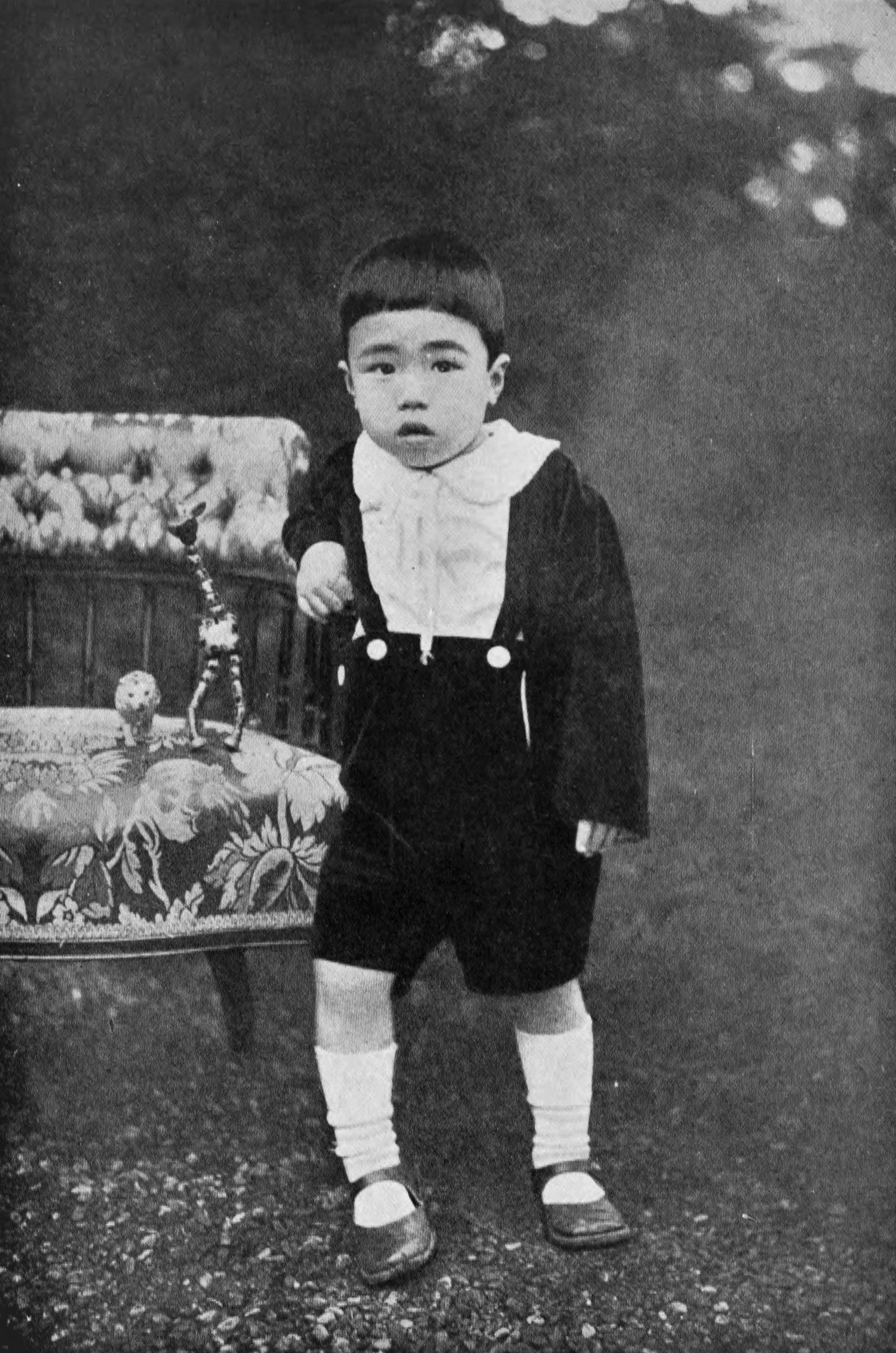
多羅間俊彦／4月15日没

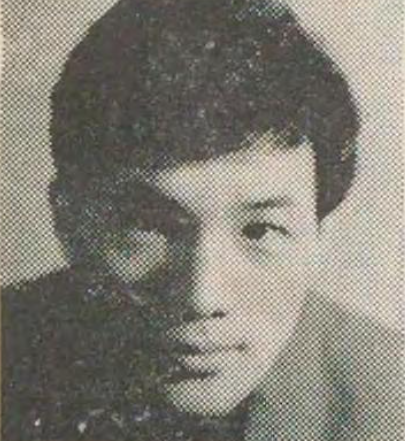
愛川欽也／4月15日没

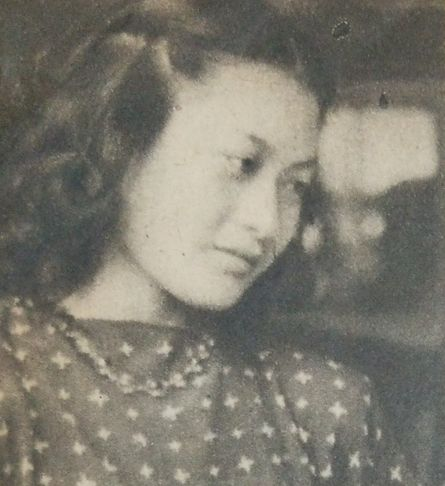
谷桃子／4月26日没

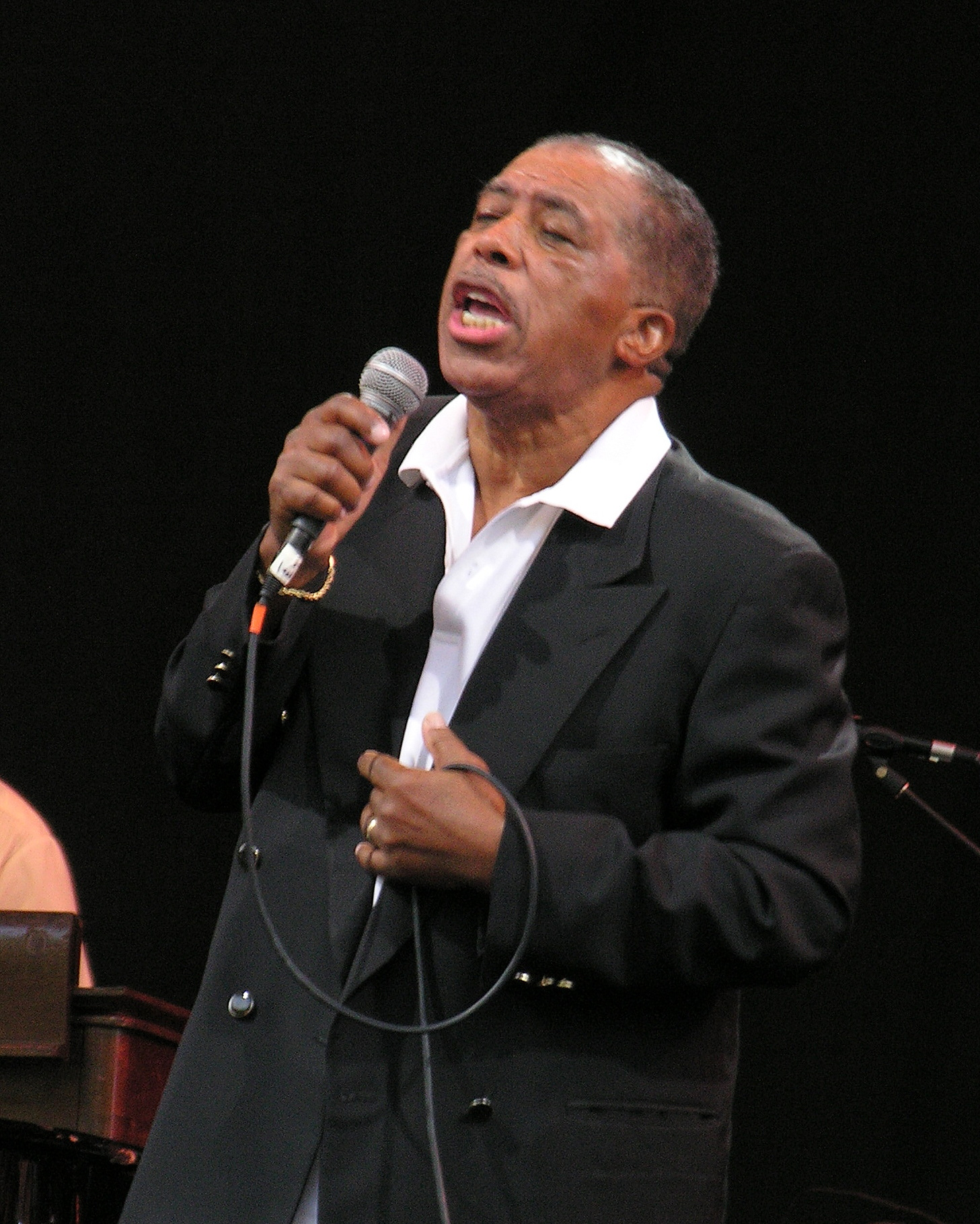
ベン・E・キング／4月30日没

## (1日 - 15日)
- 4月1日 - 大川ミサヲ、日本のスーパーセンテナリアン、元世界最長寿者（* 1898年）[1]
- 4月1日 - 栗山尚一、日本の外交官、元外務事務次官、元在アメリカ合衆国特命全権大使（* 1931年）[2]
- 4月1日 - 兼光秀郎、日本の経済学者、上智大学名誉教授（* 1932年?）[3]
- 4月1日 - 山岸一雄、日本の料理人、ラーメン店「東池袋大勝軒」創業者（* 1934年）[4]
- 4月1日 - 安原達佳、日本のプロ野球選手【東京読売巨人軍所属】（* 1936年）[5]
- 4月1日 - シンシア・レノン、元ビートルズのジョン・レノンの前妻（* 1939年）[6]
- 4月2日 - マノエル・ド・オリヴェイラ、ポルトガルの映画監督（* 1908年）[7]
- 4月2日 - 樋口隆康、日本の考古学者、京都大学名誉教授（* 1919年）[8]
- 4月2日 - 増田貴光、日本の映画評論家、司会者、実業家（* 1941年）[9]
- 4月2日 - 西村俊二、日本のプロ野球選手【近鉄バファローズ所属】（* 1947年）[10]
- 4月3日 - 長江健太郎、日本の実業家、六興電気創業者（* 1923年）[11]
- 4月3日 - カヤハン（英語版）、トルコのシンガーソングライター（* 1949年）[12]
- 4月4日 - 宮淑子、日本のジャーナリスト、シャンソン歌手（* 1945年）[13]
- 4月5日 - 東江康治、日本の教育心理学者、元琉球大学学長（* 1929年）[14]
- 4月5日 - 羽仁協子、日本の音楽教育家（* 1929年）[15]
- 4月5日 - 村松敏夫、日本の化学者、東京医科歯科大学名誉教授（* 1931年?）[16]
- 4月5日 - 町田顯、日本の裁判官、第15代最高裁判所長官（* 1936年）[17]
- 4月5日 - ジャマルディン・ジャリス、マレーシアの政治家、元国内流通大臣（* 1951年）[18]
- 4月6日 - ガートルード・ウィーバー、アメリカ合衆国のスーパーセンテナリアン、元世界最長寿者、1898年生まれの最後の生き残り（* 1898年）[19]
- 4月6日 - 2代目中村小山三、日本の歌舞伎俳優（* 1920年）[20]
- 4月6日 - 稲垣正夫、プロ野球選手（* 1935年）
- 4月6日 - 高森篤子、漫画原作者・梶原一騎の妻（* 1945年）
- 4月7日 - 和田淑弘、日本の実業家、元マツダ社長（* 1931年）[21]
- 4月7日 - 河口広司、日本の化学者、名古屋大学名誉教授（* 1933年?）[22]
- 4月7日 - ジェフリー・ルイス、アメリカ合衆国の俳優（* 1935年）[23]
- 4月7日 - 高山剛、日本の実業家、元大同特殊鋼社長（* 1936年?）[24]
- 4月7日 - カルダム・サクスコブルクゴツキ、ブルガリアの旧王族（* 1962年）[25]
- 4月8日 - 高橋克雄、日本の映像作家（* 1932年）[26]
- 4月8日 - 荒井良雄、日本の英米文学者、駒澤大学名誉教授（* 1935年）[27]
- 4月8日 - 千葉はな、日本の歌手、羊毛とおはなボーカル（* 1979年）[28]
- 4月9日 - 三條美紀、日本の女優（* 1928年）[29]
- 4月10日 - 井上普方、日本の政治家、元衆議院議員【日本社会党所属】（* 1925年）[30]
- 4月10日 - 志賀一夫、日本の政治家、元衆議院議員【日本社会党所属】（* 1925年）[31]
- 4月10日 - 馬嶋慶直、日本の眼科医、元藤田保健衛生大学学長（* 1928年）[32]
- 4月11日 - 愛新覚羅溥任、愛新覚羅溥儀の実弟、北京市人民政治協商会議委員（* 1918年）[33]
- 4月11日 - 鵜高重三、日本の応用微生物者、名古屋大学名誉教授（* 1930年）[34]
- 4月11日 - 佐藤重喜、日本の実業家、前文化放送社長（* 1937年）[35]
- 4月11日 - 古村義彰、日本の工学者、福井大学名誉教授（* 1941年）[36]
- 4月11日 - 柳沢悠、日本の経済学者、東京大学名誉教授（* 1944年）[37]
- 4月11日 - 藤沢喜明、日本の実業家、元三菱製鋼取締役（* 1947年?）[38]
- 4月11日 - 佐藤陽一、日本の政治家、前大分県日田市長（* 1948年?）[39]
- 4月11日 - 羽柴誠三秀吉、日本の実業家、政治活動家（* 1949年）[40]
- 4月12日 - 梶本正、日本の政治家、元兵庫県議会議長（* 1924年）[41]
- 4月12日 - 宮崎静夫、日本の画家（* 1927年）[42]
- 4月13日 - 島田新太郎、日本の実業家、元リズム時計工業社長（* 1926年）[43]
- 4月13日 - ギュンター・グラス、ドイツの小説家、劇作家（* 1927年）[44]
- 4月13日 - エドゥアルド・ガレアーノ、ウルグアイの作家、ジャーナリスト（* 1940年）[45]
- 4月14日 - 小島功、日本の漫画家（* 1928年）[46]
- 4月14日 - パーシー・スレッジ、アメリカ合衆国の歌手（* 1941年）[47]
- 4月14日 - 青木清高、日本の陶芸家（* 1957年）[48]
- 4月15日 - 鈴木泰治、日本の政治家、元埼玉県八潮市長（* 1919年）[49]
- 4月15日 - 多羅間俊彦、日本の元皇族（* 1929年）[50]
- 4月15日 - 中村哲夫、日本の元アナウンサー【朝日放送所属】（* 1932年または1933年）[51]
- 4月15日 - 愛川欽也、日本の俳優・声優・司会者（* 1934年）[52]
- 4月15日 - 最上進、日本の政治家、元自由民主党参議院議員（* 1941年）[53]
- 4月15日 - ジョナサン・クロンビー、カナダの俳優（* 1966年）[54]

## (16日 - 30日)
- 4月16日 - 稲垣正夫、日本の実業家、アサツー ディ・ケイ創業者（* 1922年）[55]
- 4月16日 - 村田昭治、日本の商学者、慶應義塾大学名誉教授（* 1932年）[56]
- 4月16日 - 東信行、日本の英語学者、東京外国語大学名誉教授（* 1935年）[57]
- 4月16日 - 白川道、日本の小説家（* 1945年）[58]
- 4月17日 - 秋原勝二、日本の小説家（* 1913年）[59]
- 4月19日 - 西本裕行、日本の俳優、声優（* 1927年）[60]
- 4月19日 - 宇野小四郎、日本の人形劇作家・演出家（* 1929年）[61]
- 4月20日 - 古川清、日本の演劇プロデューサー（* 1939年）[62]
- 4月20日 - 津田暁夫、日本の実業家、元なだ万社長（* 1939年?）[63]
- 4月20日 - 加瀬邦彦、日本の作曲家、音楽プロデューサー、ザ・ワイルドワンズリーダー（* 1941年）[64]
- 4月21日 - メイヤー・ハワード・エイブラムス（英語版）、アメリカ合衆国の文芸評論家（* 1912年）[65]
- 4月21日 - 江尻宏一郎、日本の実業家、元三井物産会長（* 1920年）[66]
- 4月21日 - 岡田明、日本の工学者、関西大学名誉教授（* 1924年?）[67]
- 4月21日 - 鳥山泰靖、日本の実業家、元日本電産副社長（* 1938年）[68]
- 4月22日 - 赤羽賢司、日本の天文学者、東京大学名誉教授（* 1926年）[69]
- 4月22日 - 船戸与一、日本の小説家（* 1944年）[70]
- 4月22日 - 萩原流行、日本の俳優（* 1953年）[71]
- 4月22日 - 阿部珠樹、日本のスポーツライター（* 1957年）[72]
- 4月23日 - 高山彰、日本の政治家、元宮城県角田市長（* 1924年?）[73]
- 4月23日 - 小粥義朗、日本の官僚、元労働省事務次官、元日本オリンピック委員会専務理事（* 1933年）[74]
- 4月23日 - 金丸邦三、日本の中国文学者、東京外国語大学名誉教授（* 1933年）[75]
- 4月23日 - 辻章、日本の小説家（* 1945年）[76]
- 4月24日 - ヴワディスワフ・バルトシェフスキ、ポーランドの政治家、社会運動家（* 1922年）[77]
- 4月25日 - 江藤勲、日本のベーシスト、ジャッキー吉川とブルー・コメッツのメンバー（* 1943年）[78]
- 4月25日 - ブルース・プリンス＝ジョゼフ、アメリカ合衆国のオルガニスト（* 1925年）[79]
- 4月26日 - 谷桃子、日本のバレリーナ（* 1921年)[80]
- 4月26日 - 有賀のゆり、日本のチェンバロ奏者、同志社女子大学名誉教授（* 1929年)[81]
- 4月27日 - バーン・ガニア、アメリカ合衆国の元プロレスラー、AWAのオーナー兼プロモーター（* 1926年）[82]
- 4月28日 - 大崎剛彦、日本の競泳選手（* 1939年）[83]
- 4月28日 - 小林功、日本の実業家、元紀州製紙社長（* 1940年）[84]
- 4月28日 - 阿修羅・原、日本の元ラグビー選手、プロレスラー（* 1947年）[85]
- 4月28日 - 鄧鳴賀（シンプル英語版）、中国の子役（* 2006年）[86]
- 4月29日 - 矢島賢、日本のギタリスト（* 1950年）[87]
- 4月29日 - ポール・ヒューダック（英語版）、アメリカ合衆国の計算機科学者、プログラミング言語 Haskell の設計者の一人（* 1952年）[88]
- 4月30日 - 浦井洋、日本の政治家、元日本共産党衆議院議員（* 1927年）[89]
- 4月30日 - 大島貞夫、日本の心理学者、明治学院大学名誉教授（* 1928年?）[90]
- 4月30日 - 水野廉平、日本の実業家、元五洋建設社長（* 1935年）[91]
- 4月30日 - ベン・E・キング、アメリカ合衆国のソウル歌手（* 1938年）[92]